# Wzór Lorentza

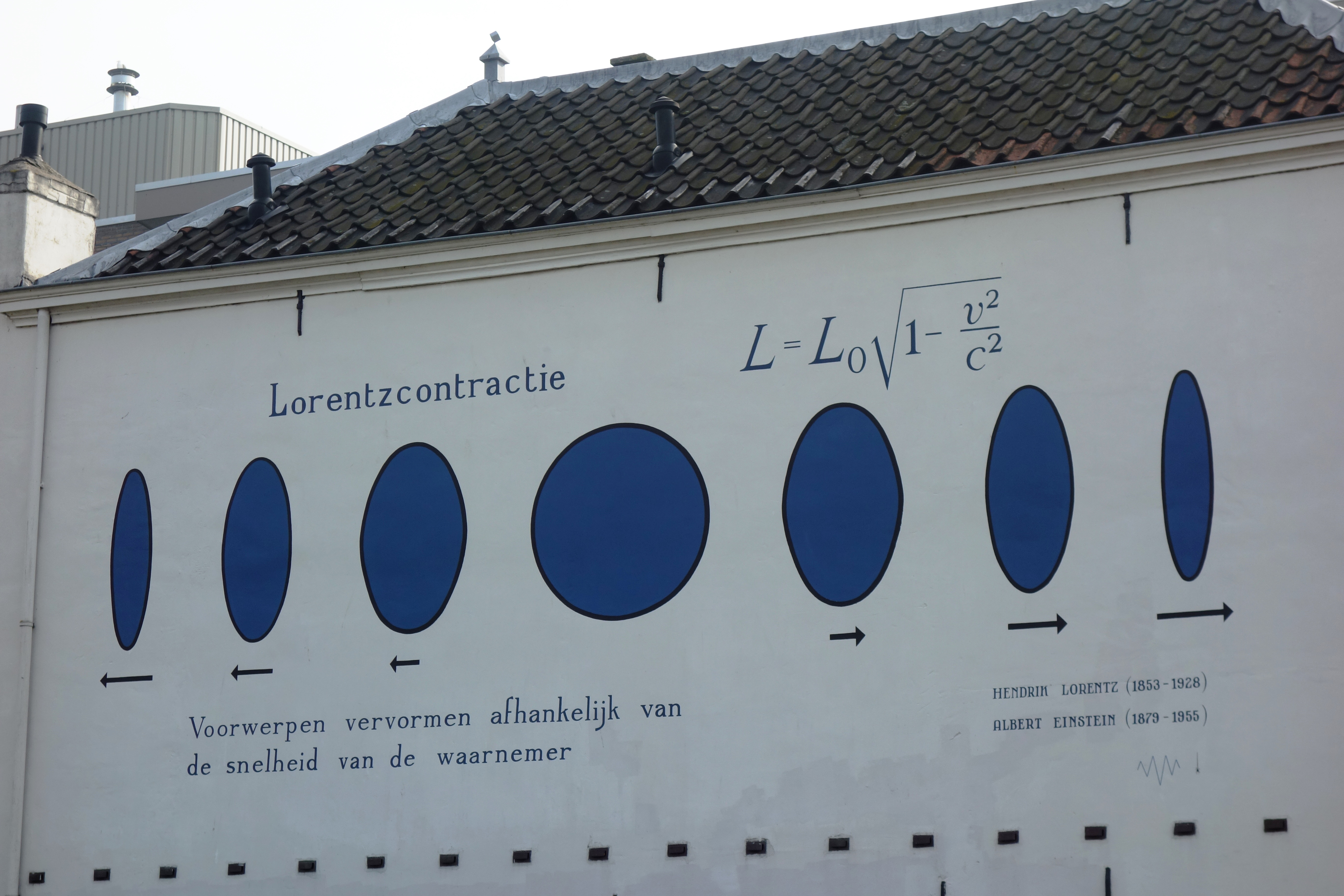
Wzór na skrócenie Lorentza wraz z ilustracją, namalowane na murze w Lejdzie, 2017 rok

Wzór Lorentza – wzór na skrócenie odległości, zwane też skróceniem Lorentza lub Lorentza-Fitzgeralda. Następuje ono w poruszającym się układzie odniesienia, w kierunku jego ruchu. Efekty są tym większe, im prędkość względna układów odniesienia jest bliższa prędkości światła w próżni (c). Skrócenie to wynika z transformacji Lorentza.
Długość ciała (odległość punktów) w układzie odniesienia, w którym ciało spoczywa wynosi {\displaystyle L_{0},} zatem w układzie odniesienia względem którego to ciało się porusza z prędkością {\displaystyle v,} jego długość będzie wynosić {\displaystyle L} i będzie wyrażona wzorem:
{\displaystyle L=L{_{0}}{\sqrt {1-{\frac {v^{2}}{c^{2}}}}}}
inaczej
{\displaystyle L={\frac {L{_{0}}}{\gamma }}\quad {}} gdzie {\displaystyle {}\quad \gamma ={\frac {1}{\sqrt {1-\left({\frac {v}{c}}\right)^{2}}}},}
{\displaystyle c} = 299 792 458 m/s to prędkość światła w próżni.
Poniższa tabela ukazuje efekt skrócenia długości ciała (o długości w spoczynku 1 m) dla wybranych prędkości:
| Prędkość | Skrócenie l={\displaystyle L_{0}}-{\displaystyle L} [m] |
| -------- | ------------------------------------------------------- |
| 1 m/s    | 5,563 · 10−18                                           |
| 0,1 c    | 0,0050                                                  |
| 0,9 c    | 0,564                                                   |
| 0,999 c  | 0,9553                                                  |